# Terre promise (roman, 1945)
Terre promise est un roman d'André Maurois paru en 1945 aux éditions de la Maison française à New-York, qui évoque la souffrance liée à la frigidité « des femmes, sincèrement amoureuses, qui demeurent spectatrices du bonheur de leur amant. »

## Résumé
Née en 1896 au sein d'une famille périgourdine anoblie sous l'Empire, Claire de Forgeaud est la fille du colonel Raoul de Forgeaud, placé dans la réserve à la suite d'un refus d'obéir aux ordres lors des troubles consécutifs à l'adoption de la loi Combes en 1904, et d'Henriette d'Hocqueville (cousine des Hocqueville de Pont-de-l'Eure présent dans Le Cercle de famille, et dont est issue Germaine Guérin). Éduquée par une austère préceptrice anglaise, Miss Brinker, elle développe très tôt un dégoût des émois amoureux qui l'accompagnera toute sa vie. Ayant rencontré au mariage de sa cousine Sybille un jeune homme cultivé nommé Claude Parent, elle finit par échanger avec lui quelques lettres.
Lors de la Première Guerre mondiale, qui voit le décès rapide du colonel Forgeaud récemment promu général, ces échanges se font plus vifs, et le jeune homme, devenu capitaine, commence à traiter Claire en fiancée : si la jeune fille ne s'y oppose pas dans un premier temps, les retrouvailles avec celui-ci à Brantôme sous la surveillance de sa mère la décident à ne pas donner suite à cette relation, tant le contact physique avec Claude lors d'un baiser l'indispose ; celui-ci mourra d'ailleurs un an plus tard sur le front.
S'ennuyant dans le Périgord, Claire est conviée à Paris par sa cousine Sybille Martin, qui espère la marier à l'employeur de son mari, le fabricant d'automobiles cinquantenaire Albert Larraque ; malgré l'opposition de Rolande Verrier, maîtresse de ce dernier et épouse du rival du mari de Sybille, et les réticences de Claire, ce projet finit par se concrétiser en 1918. Pour la jeune mariée, la nuit de noces et les suivantes sont un calvaire ; cherchant de plus en plus à fuir les assauts de son mari, Claire finit par se couper de celui-ci qui se tourne à nouveau vers son ancienne maîtresse Rolande. Dans l'intervalle, le couple a cependant un unique enfant, Albert, surnommé rapidement Bertie.
À Paris, Claire rencontre, par l'intermédiaire de son amie Edmée Reval, le poète Christian Ménétrier, dont elle tombe rapidement amoureuse : elle le fréquente de plus en plus, jusqu'à bientôt passer plusieurs semaines de vacances en sa compagnie, à la fin desquelles elle se résigne à se livrer à lui. S'il est le premier homme dont elle apprécie les baisers, elle se révèle toutefois incapable d'atteindre cette « terre promise » que représente à ses yeux le plaisir charnel ; cependant, par crainte de décevoir son amant lorsque celui-ci lui demande si elle est heureuse, elle ne trouve rien d'autre à répondre que « parfaitement heureuse. » Dénoncée quelque temps plus tard à son mari par une lettre anonyme, elle décide de divorcer et, après avoir poussé Ménétrier à effectuer les mêmes démarches, l'épouse.
C'est le début pour le couple d'une période aussi productive que turbulente : si Claire pousse son époux à travailler avec assiduité à ses ouvrages, l'aide à développer ses intrigues et à mettre de l'ordre dans ses idées, elle peut également se révéler difficile à vivre, frustrée de ressentir le manque de plénitude de sa vie affective. Grâce à elle, Christian Ménétrier parvient à toucher en France un public plus large, et acquiert même une certaine célébrité aux États-Unis ; lorsque celui-ci, brouillé avec sa femme, finit par se rapprocher de la vieille rivale de celle-ci Rolande Verrier, Claire comprend qu'elle ne supporterait pas de le perdre de la même façon que son ancien époux Albert, et parvient enfin à lutter contre son caractère.
Après quelques années de bonheur retrouvé, le couple Ménétrier est toutefois contraint de fuir Paris à la suite de l'invasion de la France par les troupes allemandes au début de la Seconde Guerre mondiale, Christian ayant publié avant le début du conflit une série de pamphlets très virulents contre les hauts dignitaires nazis : au moment du départ, ne voulant laisser aucune des roses qu'il prenait plaisir à faire pousser dans son jardin aux allemands et ne trouvant plus son sécateur, il se blesse aux mains en sectionnant leurs tiges. Lors de son voyage vers le Périgord puis l'Espagne, sa plaie empire : il meurt au Maroc quelques mois plus tard, en paix néanmoins avec son épouse.
Le roman s'achève trois années après à New-York, où est organisée une commémoration de la mort de Christian Ménétrier : discutant avec un professeur américain, Bertrand et Isabelle Schmitt, amis du couple exilés eux aussi aux États-Unis, concluent le roman en émettant un jugement sur Claire, qui occupe désormais une place de vendeuse dans une librairie de la ville : « Elle avait peut-être, en des temps trop faciles, été une épouse insatisfaite... Mais elle sera, conclut Isabelle, une veuve incomparable. »

## Analyse
Dans la préface du quatrième volume de ses œuvres complètes, paru en 1951 chez Fayard, André Maurois évoque en ces termes les circonstances de rédaction de Terre promise :

« Ce roman a été écrit en 1944, aux États-Unis, en un temps où je revenais d'Afrique, de Corse et d'Italie, dans un grand désarroi moral et en un état de santé déplorable [...] Je n'avais pas écrit de roman depuis longtemps. Soudain j'eus le désir de créer un monde, puisque la France était captive et que le monde réel m'était devenu odieux. »

Contrairement à l'enfance et à l'adolescence de Claire, qui sont d'après Maurois à compter au nombre de ses réussites, l'auteur fut amené à juger assez sévèrement son personnage de Christian Ménétrier, déclarant que ce personnage, inspiré des véritables auteurs Paul Valéry et Rainer Maria Rilke, manquait de naturel.
Comme dans la plupart des romans d'André Maurois, on retrouve l'évocation au fil des pages de Terre promise de bon nombre de personnages présents dans les œuvres antérieures de cet auteur : Jean Vanekem, Hélène de Thianges et Liliane Fontaines de Bernard Quesnay, Odile Malet, Isabelle de Cheverny, Philippe Marcenat et la baronne Choin de Climats, la famille Hocqueville, Bertrand Schmitt, Edmond et Denise Holmann du Cercle de famille, la famille Gontran et Anne de Savignac de L'Instinct du bonheur...

## Éditions

### Éditions francophones
- André Maurois, Terre promise, Éditions de la Maison française, New-York, 1945, 338 p.[3]
- André Maurois, Terre promise, Flammarion, Paris, 1946, 336 p.[4]
- André Maurois, Œuvres complètes : Bernard Quesnay - Terre promise - Toujours l'inattendu arrive, t.  IV, bois de Louis Jou, Paris, Fayard, 1951, 278 p.[5]
- André Maurois, Terre promise, Ditis, Paris, coll. « J'ai lu », 1960, 383 p.[6]
- André Maurois, Romans, avec trente-deux aquarelles de René Génis, Jean Terles, Candido Portinari, Jean-Pierre Péraro et Michel Thompson, Gallimard, Paris, 1961, 1136 p.[7]

### Traductions
- André Maurois, Woman without love, traduction anglaise de Joan Charles, Pyramid books, New-York, 1956, 190 p.[8]